# نیوکاسل املین
نیوکاسل املین (به انگلیسی: Newcastle Emlyn) یک شهرک در ولز است که در کردیگیون واقع شده‌است. نیوکاسل املین ۱٬۱۸۴ نفر جمعیت دارد.